# Bernard Lesterlin
Bernard Lesterlin est un haut fonctionnaire et homme politique français, né le 18 septembre 1949 à Vienne (Isère). Il est un ancien membre du Parti socialiste. Il fait partie de l'équipe du conseil politique de Ségolène Royal.

## Biographie
Fils de médecins, Bernard Lesterlin est remarqué pour son militantisme étudiant à Grenoble (il est le fondateur du MARC). Il devient le directeur de cabinet adjoint de Louis Mermaz puis l'assistant de François Mitterrand. 

### Administrateur supérieur et préfet
Il est administrateur supérieur de Wallis-et-Futuna en 1985-1986, sous-préfet de l'arrondissement du Vigan (Gard) de 1986 à 1989, ainsi que sous-préfet à Montluçon jusqu'en 2002.

### Député
Bernard Lesterlin a été membre du Parti socialiste pendant 35 ans. Il est élu député le 17 juin 2007, pour la XIIIe législature (2007-2012), dans la 2e circonscription de l'Allier en battant, au deuxième tour, Daniel Dugléry (UMP) avec 53,39 % des suffrages. Il succède ainsi à Pierre Goldberg (PCF), démissionnaire le 16 mars 2007. Il est réélu le 17 juin 2012 pour un second mandat, en battant, au deuxième tour, Daniel Dugléry (UMP). Son suppléant est Nicolas Brien.
Le 12 mai 2016, il annonce quitter le groupe socialiste à l'Assemblée nationale et se mettre en congé du Parti socialiste.
Il ne se représente pas aux élections législatives de 2017. C'est son suppléant Nicolas Brien qui se présente pour le PS. Ce dernier est très largement battu dès le premier tour par Laurence Vanceunebrock-Mialon; avec un peu plus de 11% des suffrages ; il provoque dans la foulée l'explosion de la fédération socialiste de l'Allier.

### Prises de position
En 2007, Bernard Lesterlin s'oppose au projet de loi de Brice Hortefeux limitant l'immigration et le regroupement familial. Il a notamment accusé le ministre de l'Intérieur d'être « chargé de nettoyer de notre paysage des éléments qui font tache ».
En octobre 2007, il est le premier député à critiquer la méthode adoptée par la garde des Sceaux Rachida Dati dans sa réforme de la carte judiciaire, dénonçant un « coup de force » et « l'absence de concertation », proposant au contraire de revoir les compétences d'attribution des petits tribunaux d'instance, garants d'une « justice de proximité »[source secondaire nécessaire].
Partisan des énergies renouvelables et spécialiste de l'aménagement du territoire, il refait parler de lui à l'automne 2008 lors de la discussion du projet de loi Grenelle I[réf. souhaitée] en dénonçant le non-respect des engagements pris lors du Grenelle Environnement.
Lors de la session 2009-2010, Bernard Lesterlin s'est attaqué à la problématique des violences conjugales[réf. souhaitée], en défendant la proposition de loi contre les violences faites aux femmes[source secondaire nécessaire]. 
Avec Martin Hirsch et Yvon Collin, il est l'un des créateurs du service civique et siège au Comité Stratégique de l'Agence Nationale du Service Civique[source secondaire nécessaire].
Depuis sa réélection en juin 2012, il se travaille sur les dossiers relatifs à l'Outre-Mer. Il est notamment l'auteur d'un rapport sur la vie chère en Outre-Mer[source secondaire nécessaire].

### Engagements locaux
Lors des élections municipales de mars 2008, Lesterlin conduit la liste d'union de la gauche (PS-Verts-PRG) à Montluçon. Face à lui deux listes, l'une communiste conduite par l'ancien député-maire PCF Pierre Goldberg, et l'autre UMP conduite par le maire UMP sortant Daniel Dugléry, qui est réélu dès le 1er tour. Bernard Lesterlin arrive en seconde position et prend au Parti communiste le leadership à gauche, pour la première fois depuis les années 1970.
Pendant la crise économique de 2008-2010, Bernard Lesterlin s'est fréquemment impliqué pour résoudre les conflits sociaux et tenter d'obtenir des aides pour les salariés de l'industrie sidérurgique et du secteur automobile, comme en juin 2010 pour l'usine Erasteel de Commentry  ou dès le mois de novembre 2011 pour les Pépinières Delbard.
Aux élections municipales de 2014, Bernard Lesterlin est sèchement battu dès le premier tour aux élections municipales de Commentry.

## Mandats
Député
- Du 20/06/2007 au 20/06/2017 : député PS de la deuxième circonscription de l'Allier

conseiller municipal
- 13/03/1977 - 13/03/1983 : conseiller municipal de Vienne (Isère)
- 16/03/2008 - 21/03/2008 : conseiller municipal de Montluçon[Note 1]

Sous préfet
- À la sous-préfecture de Montluçon du 2 février 1998 a 2002.

Administrateur supérieur
- Ayant pour rang de préfet de Wallis-et-Futuna de 1985 à 1986.